# صوفیا السعیدی
صوفیا السعیدی (عربی: صوفيا السعيدي؛ زادهٔ ۶ اوت ۱۹۸۴) بازیگر و خواننده اهل مراکش و فرانسه است. وی از سال ۲۰۰۳ میلادی تاکنون مشغول فعالیت بوده‌است.
از فیلم‌های او می‌توان به ایزنوگود اشاره کرد.